# Reroute to Remain
Reroute to Remain – szósty album szwedzkiej grupy In Flames. Został wydany 3 września 2002 roku nakładem Nuclear Blast. R2R był pierwszym krokiem In Flames ku zmianie gatunku na metal alternatywny - głównie dzięki brzmieniu wokalu (mniej growlu) i elementach muzyki elektronicznej. Ta radykalna zmiana spotkała się z dezaprobatą wielu fanów szwedzkiego metalu, choć dodała też wielu zwolenników lżejszych brzmień. Na kolejnych płytach In Flames kontynuuje tworzenie muzyki w rozpoczętym na Reroute to Remain stylu.

## Lista utworów
1. Reroute to Remain – 3:53
2. System – 3:39
3. Drifter – 3:10
4. Trigger – 4:58
5. Cloud Connected – 3:40
6. Transparent – 4:03
7. Dawn of a New Day – 3:40
8. Egonomic – 2:36
9. Minus – 3:45
10. Dismiss the Cynics – 3:38
11. Free Fall – 3:58
12. Dark Signs – 3:20
13. Metaphor – 3:39
14. Black & White – 3:33

## Twórcy
- Anders Fridén – wokal
- Jesper Strömblad – gitara
- Björn Gelotte – gitara
- Peter Iwers – gitara Basowa
- Daniel Svensson – perkusja
- Daniel Bergstrand – produkcja, miksowanie
- Orjan Ornkloo – instrumenty klawiszowe
- Niklas Sundin – oprawa